# مير أباد (بمبور الغربي)
میر أباد (بالفارسية: میرآباد) هي قرية تقع في إيران في قسم بمبور الغربي الريفي. يقدر عدد سكانها بـ 1,432 نسمة .